# Человек в футляре
«Челове́к в футля́ре» — рассказ Антона Павловича Чехова, написанный в мае — июне 1898 года. Впервые был опубликован в журнале «Русская мысль», 1898 год, № 7. Рассказ написан как часть «маленькой трилогии».

## История создания
Серия «Маленькая трилогия», состоящая из трёх рассказов («Человек в футляре», «Крыжовник» и «О любви») не должна была оканчиваться рассказом «О любви». Во время написания трилогии у Чехова произошёл спад творческого вдохновения, позднее ему помешало заболевание туберкулезом.
Над рассказом Чехов работал в мае — июне 1898 года в Мелихове. В начале июня 1898 года рассказ уже готовился к печати, а 15 июня 1898 года рукопись была отправлена в журнал.
Чехов писал об этом рассказе в записных книжках:

 «Человек в футляре: всё у него в футляре. Когда лежал в гробу, казалось, улыбался: нашёл свой идеал»— А. П. Чехов

## Прототип

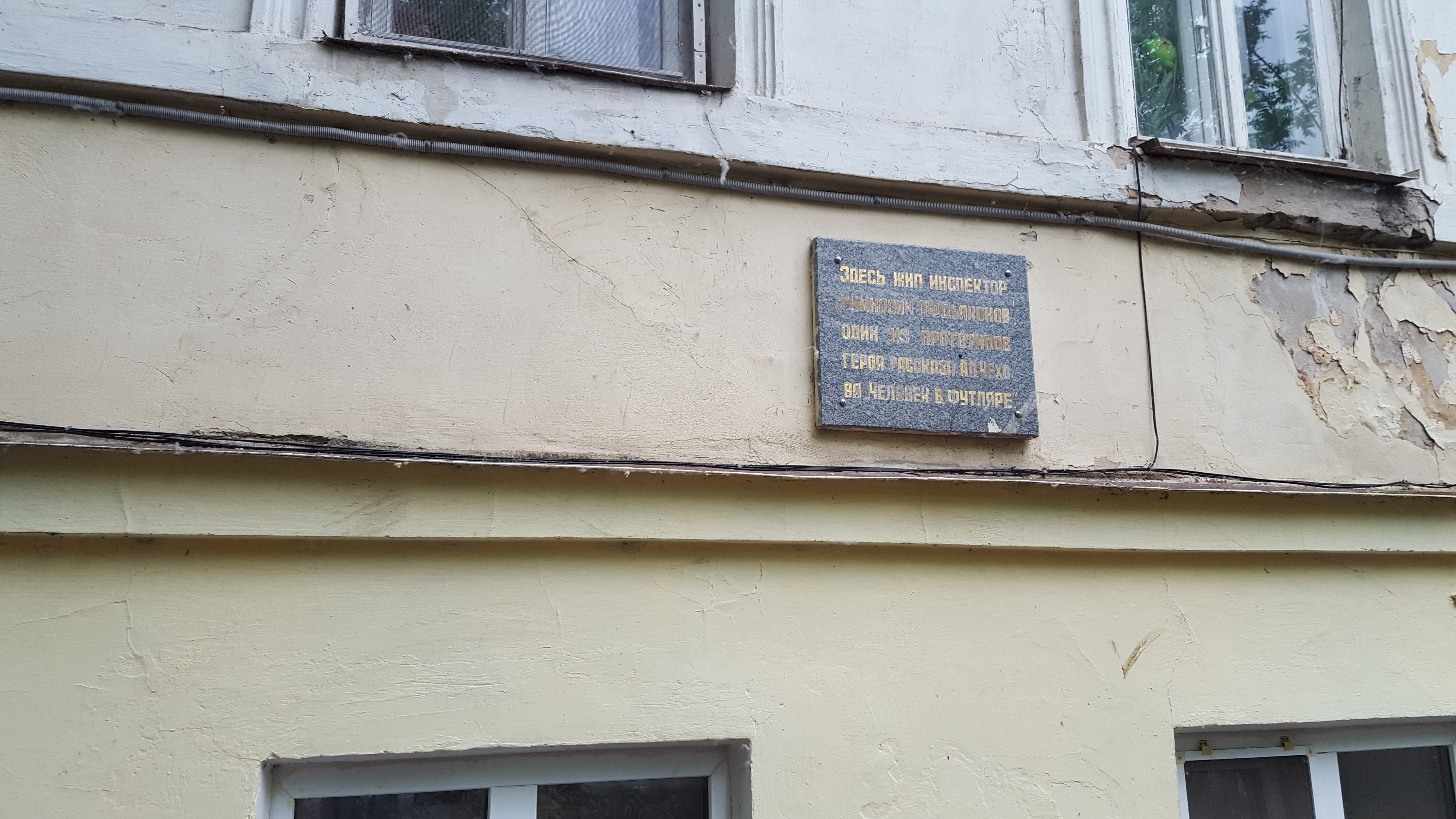
Мемориальная доска в Таганроге на доме, в котором жил А. Ф. Дьяконов

Точный прототип Беликова неизвестен. Некоторые современники (в том числе Владимир Богораз и Михаил Чехов) считали, что прототипом «человека в футляре» стал инспектор таганрогской гимназии Александр Фёдорович Дьяконов; другие же описывали черты характера Дьяконова иначе, что опровергало мнение первых. Так, Павел Филевский отмечал щедрость Дьяконова и писал: «Я же положительно утверждаю, что между „Человеком в футляре“ и Дьяконовым ничего общего нет, и в этом произведении Чехова никакого местного колорита найти нельзя».
Ю. Соболев полагал, что вероятным прототипом чеховского героя мог стать известный публицист M. О. Меньшиков. Чехов в одном из своих дневников писал о нём: 

«М. в сухую погоду ходит в калошах, носит зонтик, чтобы не погибнуть от солнечного удара, боится умываться холодной водой, жалуется на замирание сердца»
Впрочем, сходство между Меньшиковым и Беликовым можно отметить только внешнее. Сам же Чехов писал и о своём брате Иване Чехове:

«Он, то есть Иван, немножко поседел и по-прежнему покупает всё очень дёшево и выгодно и даже в хорошую погоду берёт с собой зонтик».
Учитывая множество существующих и не противоречащих друг другу мнений, исследователям остаётся заключить, что образ учителя греческого языка Беликова является собирательным.
Выражение «человек в футляре» (одинокий человек, закрывающийся от всего мира и создающий вокруг себя «футляр») стало нарицательным в русском языке.

## Персонажи
Герои «Маленькой трилогии»:
- Иван Иваныч Чимша-Гималайский — ветеринарный врач, дворянин; высокий худой старик с длинными усами;
- Буркин — учитель гимназии и товарищ Чимши-Гималайского; рассказывает историю про Беликова.

Герои рассказа Буркина:
- Беликов — учитель греческого языка, который боялся всего в жизни, служивший вместе с Буркиным в гимназии; любимая его фраза: «Как бы чего не вышло»;
- Повар Афанасий — старик 60-ти лет, нетрезвый и полоумный слуга Беликова;
- Михаил Саввич Коваленко — учитель истории и географии; молодой, смуглый, высокий мужчина, родом из Малороссии (Украины);
- Варенька — возлюбленная Беликова, 30 лет, сестра Коваленко; высокая, стройная, чернобровая, краснощёкая девушка.

## Сюжет

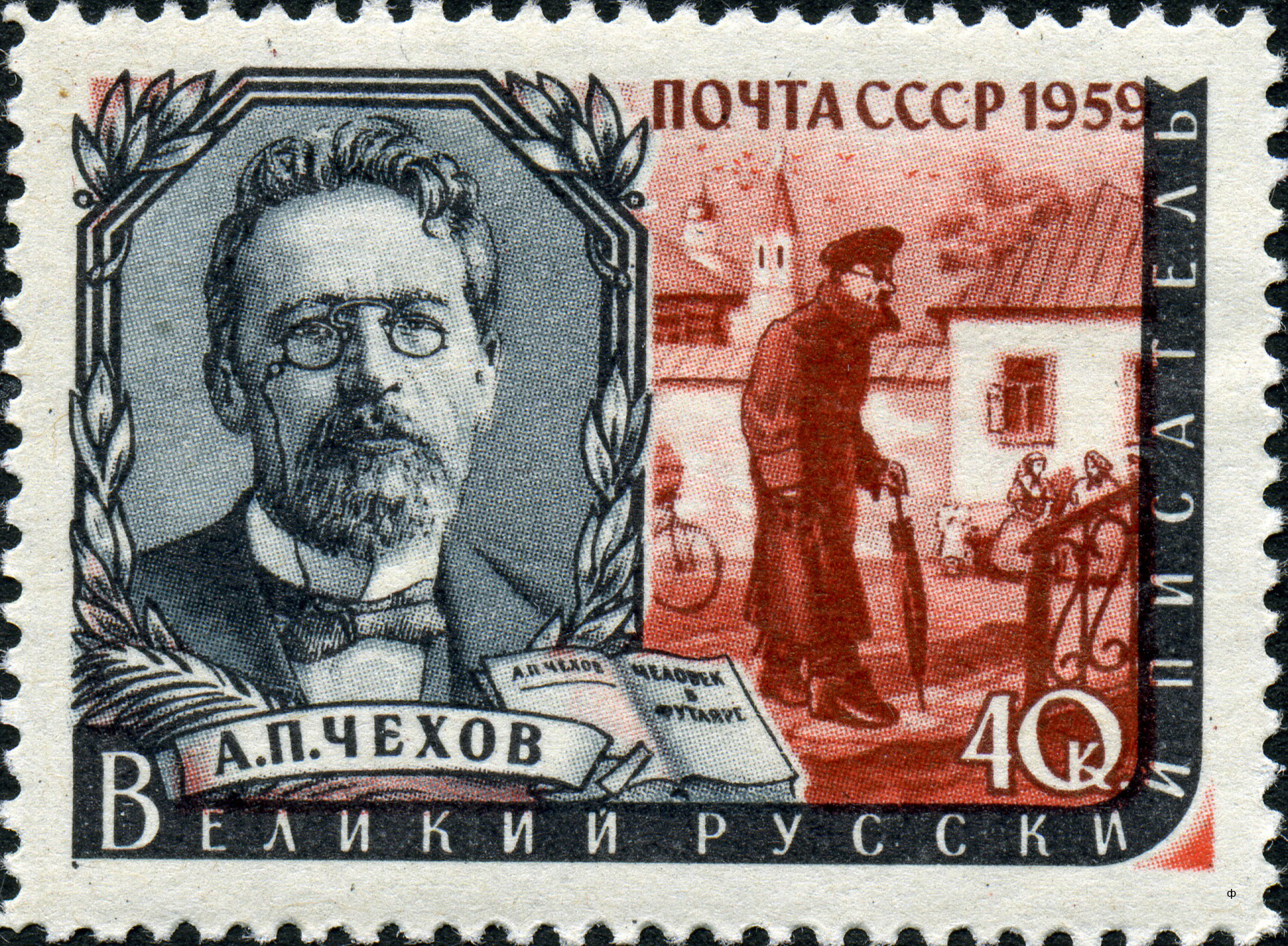
А. П. Чехов, рассказ «Человек в футляре».
Марка СССР, 1959 г.

Двое охотников — врач-ветеринар Иван Иваныч Чимша-Гималайский и учитель гимназии Буркин — остановились в сарае старосты села на ночлег и стали рассказывать друг другу разные истории. Разговор зашёл о людях «одиноких по натуре, которые, как рак-отшельник или улитка, стараются уйти в свою скорлупу». Буркин начал рассказывать о своём товарище, учителе греческого языка Беликове, недавно умершем в его городке.
Беликов описывается в тексте как «Человек в футляре»: он даже в очень тёплую погоду выходил в пальто, галошах и с зонтиком. Зонтик и часы его всегда были в чехле, и даже у перочинного ножика был свой чехольчик. Своё лицо герой также постоянно прятал за воротником, как будто в чехол. У этого человека было постоянное стремление создать себе футляр — оболочку, за которой он прятался от действительности и окружающих его людей. Греческий язык, который он преподавал, также был для него неким футляром, в который он мог спрятаться от внешнего мира. Женской прислуги Беликов не держал, чтобы соседи не подумали о нём ничего дурного. Спал он, накрывшись с головой одеялом, и боялся, как бы повар Афанасий не зарезал его или в квартиру не забрались воры. Общество людей тяготило его, а многолюдная гимназия была и вовсе ему противна — в ней он чувствовал себя плохо и жаловался на шумных учеников.
Свои мысли он также старался ограничивать. Особенно герой благоговел перед циркулярами или статьями правил, в которых запрещалось что-либо. Даже самое малое нарушение или отклонение от правил заставляли его волноваться, любое действие вызывало сомнение, поэтому он часто повторял «как бы чего не вышло» (например, когда в городе открывали новую читальню или кофейню).
Была у Беликова и странная привычка — ходить по квартирам учителей. Он приходил, садился и молчал. Так он, по его собственным словам, «поддерживал добрые отношения с товарищами». На педагогических советах он выделялся мнительностью и осторожностью. Благодаря открытым сетованиям героя, на советах ему уступали, потому что не хотели лишний раз вступать в полемику. Такое отношение к герою перенеслось и на весь город: люди стали бояться громко говорить, посылать письма, читать книги, заниматься благотворительностью.
Как-то в гимназию назначили нового молодого учителя истории и географии; приехал он не один, а с сестрой Варенькой. Она очаровала Беликова на именинах у директора, и тогда все решили, что брак Вареньки и главного героя — это возможный способ вывести город из того странного состояния, в котором он оказался из-за Беликова. Сама Варенька была не против выйти замуж — жизнь под одной крышей с братом вызывала частые споры и недопонимания, она хотела убежать от этого. Беликов, однако, сомневался и никак не мог окончательно принять решение: он постоянно говорил о Вареньке и о семейной жизни, отмечая, что брак — это шаг серьёзный. Брат Вареньки возненавидел Беликова с первого дня их знакомства за его замкнутое поведение. Он даже кличку ему дал — «глитай абож павук».
Однажды кто-то нарисовал и разослал всем учителям и чиновникам города карикатуру на Беликова, на которой он идёт с Варенькой под руку, а внизу надпись: «Влюблённый антропос». Эта карикатура произвела на Беликова тяжёлое впечатление. В тот же день он, ещё не отошедший от случая с карикатурой, увидел Вареньку с братом, катающихся на велосипедах. Беликов оцепенел и побледнел: ему показалось неприличным катание на велосипеде. На следующее утро он пришёл к Коваленко и начал говорить ему о том, как неприлично учителям ездить на велосипеде. Их встреча закончилась ссорой: Коваленко спустил Беликова с лестницы. Варенька увидела помятого Беликова и подумала, что он упал с лестницы сам, после чего начала хохотать. В конечном счёте герой ушёл к себе домой, лёг и больше не вставал, а через месяц умер. Хоронили его все, а после похорон испытывали не грусть, а облегчение. На этом завершается история Ивана Иваныча.
В конце рассказа, перед тем как приятели легли спать, Иван Иваныч рассуждает о том, что повседневная жизнь обычного человека мало чем отличается от «жизни в футляре».

## Критики о рассказе
Рассказ получил большой отклик как у критиков, так и у простых читателей.
Одним из первых своим мнением о рассказе поделился А. А. Измайлов, который написал:

«Начатая с улыбкой на устах комическая история, — писал Измайлов о рассказе, — досказывается серьёзным голосом, в котором слышится лёгкое дрожание. Самый фон картины становится сумрачным и торжественно-величавым»— «Биржевые ведомости»
 Критика смущало соединение комедийного карикатурного персонажа и серьёзности взгляда Чехова, серьёзности фона.
Н. Виленкин считал, что это противоречие связано с мастерством писателя. Даже Скабичевский, не питавший «особой любви к Чехову» и считавший его безыдейным писателем, назвал Беликова «замечательным художественным откровением Чехова» и поставил образ «человека в футляре» в одну линию с Обломовым и Чичиковым. В октябре 1898 года рассказ Чехова анализирует критик и публицист Богданович, который его высоко оценивает, замечает мастерство создания портрета Беликова. Богданович считает, что Беликов и есть сама общественная жизнь, «житейская тина», а потому критикует Чехова за безысходность финала и отсутствие надежды. Тем не менее, несмотря на всеобщие положительные оценки, К. П. Медведский в журнале «Московские ведомости» высказал достаточно грубое мнение о рассказе и творчестве писателя в целом:

«Рассказ бессодержателен, плох, но обойти его молчанием нельзя, потому что в нём с чрезвычайною ясностью раскрываются основные недостатки писателя, умеющего воспроизводить лишь внешние стороны житейских явлений»— "Московские ведомости"
Пример современного анализа рассказа:

«В зазоре между Беликовым из рассказа Буркина и Беликовым из рассказа Чехова — Пустота. Пустота — одно из имён Человека в футляре, его тайна, его загадка. Гипертрофированно-унылое социально-культурное при немощи естественного, гротескное тело политического, его злая пародия, вдруг превратившийся в шпиона шут с важным донесением. Если следовать логике мифа, сообщение Беликова должно быть действительно важным»— А. Л. Бокшицкий

## Влияние образа
Современные психологи рассматривают образ Беликова как пример описания ананкастного расстройства личности и тревожного расстройства.
Памятник героям рассказа установлен в Южно-Сахалинске, в сквере у Сахалинского международного театрального центра в 2013 году.

## Экранизация
- «Человек в футляре» — художественный фильм, 1939 год, режиссёр — Исидор Анненский. В роли Беликова снялся Николай Хмелёв (последняя роль в кино).
- «Человек в футляре» («O Homem do Estojo») — телевизионный художественный бразильский фильм, режиссёр — Силас Роберг 1958 год
- «Человек в футляре» — радиопостановка Театр у микрофона, текст читал Дмитрий Журавлёв 1976 года
- «Человек в футляре» — мультипликационный фильм 1983 года, режиссёр — Леонид Зарубин.
- «Три поцелуя[фин.] / Kolme suudelmaa» 2006 года (ТВ) (Финляндия), режиссёр — Матти Ийяс[фин.] (по мотивам рассказа «Человек в футляре»).